# لگو ایندیانا جونز: ماجراجویی اصلی
لگو ایندیانا جونز: ماجراجویی اصلی (انگلیسی: Lego Indiana Jones: The Original Adventures) یک بازی ویدئویی در سبک بازی اکشن-ماجراجویی است که در سال ۲۰۰۸ توسط لوکاس‌آرتز منتشر شده‌است که برگرفته از سه فیلم مهاجمان صندوق گمشده، ایندیانا جونز و معبد مرگ و ایندیانا جونز و آخرین جنگ صلیبی می‌باشد.